# عزلة بني عمرو (مأرب)

تعديل مصدري - تعديل

عزلة بني عمرو هي إحدى عزل مديرية حريب القرامش في محافظة مأرب اليمنية ويبلغ تعداد سكانها 5120 نسمة حسب التعداد السكاني في اليمن لعام 2004.